# Christoph Glockengießer
Christoph Glockengießer (* vor 1437; † vor 23. Oktober 1489 in Nördlingen) war ein deutscher Glockengießer. Der Berufsname entwickelte sich zum Familiennamen.

## Familie
Glockengießer war der Sohn von Claus Glockengießer (erwähnt 1404–1434) und Enkel von Cunz (erwähnt 1372–1417). Sein Sohn Paul († 1495) war Glockengießer in Nördlingen. Sein Sohn Sixt († 1499) ging als Diener des Kaufmanns Paul Vischer nach Saragossa. Ungefähr von 1482 bis 1485 betrieb er mit Peter Stipner genannt Unger ein Buchdruckerei in Lyon. Danach war er dort Gastwirt. Seine Enkel Paul und Christoph waren Kantengießer in Nördlingen.

## Leben
Von 1461 bis 1463 war er Zunftmeister. An Mitglied des alten Rates wurde er 1479 und 1480 erwähnt. Die älteste von ihn überlieferte Glocke ist die 1446 für die Höchstätter Pfarrkirche gegossene Glocke. Heute ist diese in Unterfinningen im Kreis Dillingen.
Archivarisch nachweisbar ist sein Leben von 1437 bis 1489.